# Dworiec sporta „Uruczje”
Dworiec sporta „Uruczje” (ros. Дворец спорта „Уручье”; biał. Палац спорту „Уручча”, pałac sportu „Uruczcza”) – hala sportowo-widowiskowa w Mińsku na Białorusi. 
Po trwającej od roku 2008 budowie hala została oficjalnie otwarta w obecności Alaksandra Łukaszenki 18 lutego 2016 roku. Przeznaczona jest ona do rozgrywania zawodów w takich dyscyplinach jak badminton, tenis stołowy, piłka ręczna, koszykówka, tenis czy siatkówka. Na trybunach przy głównym boisku może zasiąść trzy tysiące widzów, zaś przy dwóch boiskach treningowych trzystu. Infrastruktury dopełnia restauracja, sauna, basen, kręgielnia, siłownia, ścianka wspinaczkowa i parking – przystosowane także do potrzeb osób niepełnosprawnych.